# Beckermet
Beckermet is een civil parish in het bestuurlijke gebied Copeland, in het Engelse graafschap Cumbria. In 2011 telde de civil parish 1619 inwoners.